# بودیو لومناگو
بودیو لومناگو (به ایتالیایی: Bodio Lomnago) یک کومونه در ایتالیا است که در استان وارزه واقع شده‌است.

## خصوصیات
بودیو لومناگو ۴ کیلومترمربع مساحت و ۲٬۰۰۹ نفر جمعیت دارد و ۲۷۵ متر بالاتر از سطح دریا واقع شده‌است.